# Ghādir
Ghādir (gest. 789/790) war eine Sängersklavin und Konkubine des vierten Abbasiden-Kalifen al-Hādī (geb. um 766/767; gest. 14. September 786, reg. 785-786), sowie eine Ehefrau seines Bruders und Nachfolgers Harun al-Raschid.
Der irakisch-abbasidische Geschichtsschreiber Ibn al-Sa‘i (1197–1276) erwähnt sie in seinem Werk Die Frauen der Kalifen.
Ihr Sklavennamen bedeutet wörtlich 'Betrüger'.